# Anastasia Romanovna
Pour les articles homonymes, voir Anastasia de Russie.
Anastasia Romanovna Zakharina-Iourieva (en russe : Анастасия Романовна Захарьина-Юрьева) née en 1530 et morte le 7 août 1560, est une tsarine russe, première femme d'Ivan IV le Terrible.

## Biographie
Anastasia Zakharina est la fille du boyard Roman Zakharine-Iourev qui donnera son nom à la dynastie des Romanov et de Ouliana Ivanovna.
Ivan IV le Terrible et Anastasia se sont mariés le 7 février 1547 au kremlin de Moscou, dans la cathédrale de l'Annonciation. Ils ont six enfants : Anna (1548-1550), Maria (1551-?), Dimitri (1552-1553), tous trois morts en bas âge, Ivan (1554-1581), Eudoxie et Fédor (1557-1598), lequel régnera une quinzaine d'années sous le nom de Fédor Ier.
Anastasia Romanovna aurait eu une influence modératrice sur le caractère plutôt volatil[précision nécessaire] de son époux. Durant l'été 1560, elle  tombe malade et meurt après de grandes souffrances. Ivan a cru que sa femme avait été empoisonnée et, même s'il n'avait pas de preuves évidentes, s'est mis à torturer et à exécuter les boyards qu'il soupçonnait du crime. Son aversion envers eux datait de son enfance car il pensait qu'ils avaient également assassiné sa mère, Héléna Glinski, pour s'emparer du pouvoir. Ses soupçons étaient peut-être fondés car, à la fin du XXe siècle, le corps d'Anastasia a été exhumé afin de l'étudier et les experts médico-légaux ont découvert de grandes concentrations d'arsenic, de plomb et surtout de mercure dans ses cheveux et ses vêtements, ce qui est l'indice d'un possible empoisonnement.
Le frère d'Anastasia, Nikita Zakharine, est le père de Fédor Nikititch Romanov, le premier à prendre le nom de Romanov. Ce Fédor, cousin germain de Fédor Ier, est le père de Michel Ier, le premier tsar de la dynastie des Romanov.